# Davie504
Davie504 (vlastním jménem Davide Biale; * 5. dubna 1994 Savona) je italský baskytarista, youtuber a muzikant. Je známý hraním na baskytaru a to především technikou slap. Vytváří i virální videa. Jeho kanál měl v červenci 2022 více než 12 milionů odběratelů. Řadí se tak na první místo mezi italské youtubery.

## Kariéra
Na baskytaru začal hrát během střední školy, inspirací mu byl baskytarista Gene Simmons. V roce 2011 vytvořil kanál s názvem Davie504 a začal nahrávat netradiční cover verze písní, například písně rappera Eminema nahrané pomocí bonbónů M&M's, písně skupiny Korn hrané pomocí kukuřice nebo písně Red Hot Chili Peppers hrané se skutečnými chilli papričkami. Přičemž se zpravidla jedná o hudební výzvy, ke kterým ho ponoukají fanoušci v komentářích k jeho videím, nebo jiní známí hudebníci. Sám také vyzývá své fanoušky k nahrávání videí na různá vyhlašovaná témata.
Je také známý pro nahrávání videí a coverů souvisejících s memy. Nejpozoruhodněji přispěl do soutěže PewDiePie vs T-Series, když zahrál basový cover „Bitch Lasagna“ mimo sídlo T-Series a také video seriál, kde reaguje na příspěvky na své redditové diskusní stránce. Zúčastnil se také soutěže s Jaredem Dinesem a Stevem Terreberrym o hru na kytaru s největším počtem strun.
V květnu 2019 byl zmíněn jako číslo dvě na seznamu MusicRadar „20 nejžhavějších baskytaristů na světě“. Později téhož roku získal Youtube Gold Play Button (za 1 milion odběratelů), ze kterého spolu s výrobcem Amnesia Guitars vytvořil vlastní unikátní baskytaru.
V roce 2021 se objevil na obálce webového magazínu Bass Player.
V lednu 2023 oznámil své první hudební veřejné vystoupení v Singapuru v oblasti hudební bitvy proti houslovému duu TwoSet Violin, které se uskutečnilo o měsíc později.

## Osobní život
Vyrůstal v Albisola Superiore v severozápadní Itálii. Studoval na univerzitě v Janově, studium však kvůli kariéře na YouTube ukončil. Později studoval hudební produkci na vysoké škole v Londýně. V roce 2017 se přestěhoval do Brightonu.
Má tchajwanskou přítelkyni, která také hraje na baskytaru. Seznámili se, když sledovala jeho obsah a spojila se s ním online. V říjnu 2022 se s ní oženil. Během pandemie covidu-19 žil na Tchaj-wanu a v roce 2022 přesídlil zpět do Itálie. Ve videu s otázkami a odpověďmi z roku 2013 uvedl jako své oblíbené baskytaristy Flea, Gena Simmonse, Marcuse Millera a Victora Wootena.

## Diskografie

### Studijní alba
- Let's Funk! (2014)
- Funkalicious (2015)
- Very Impressive (2016)

### Singly
- „Lighter“ (2014)
- „Bass Bass Bass“ (2020)
- „S L A P P“ (2020)
- „Plastic Bass“ (2021)[pozn. 1]
- „Bassless Whisper“ (2024)